# 류오정 (야마나시현)
류오정(竜王町)은 야마나시현 북서부 나카코마군에 존재했던 정이다. 2004년 9월 1일, 나카코마군 시키시마정, 기타코마군 후타바정과 함께 합병해, 가이시가 되어 소멸했다.

## 역사
- 1956년 9월 30일 - 류오촌, 다마하타촌이 합병해 성립하였다.
- 2004년 9월 1일 - 시키시마정, 기타코마군 후타바정이 합병해 가이시가 성립하였다. 동일 류오정은 폐지되었다.

## 교통

### 철도
- 동일본 여객철도 주오 본선

### 도로
- 국도 제20호선